# 万平口

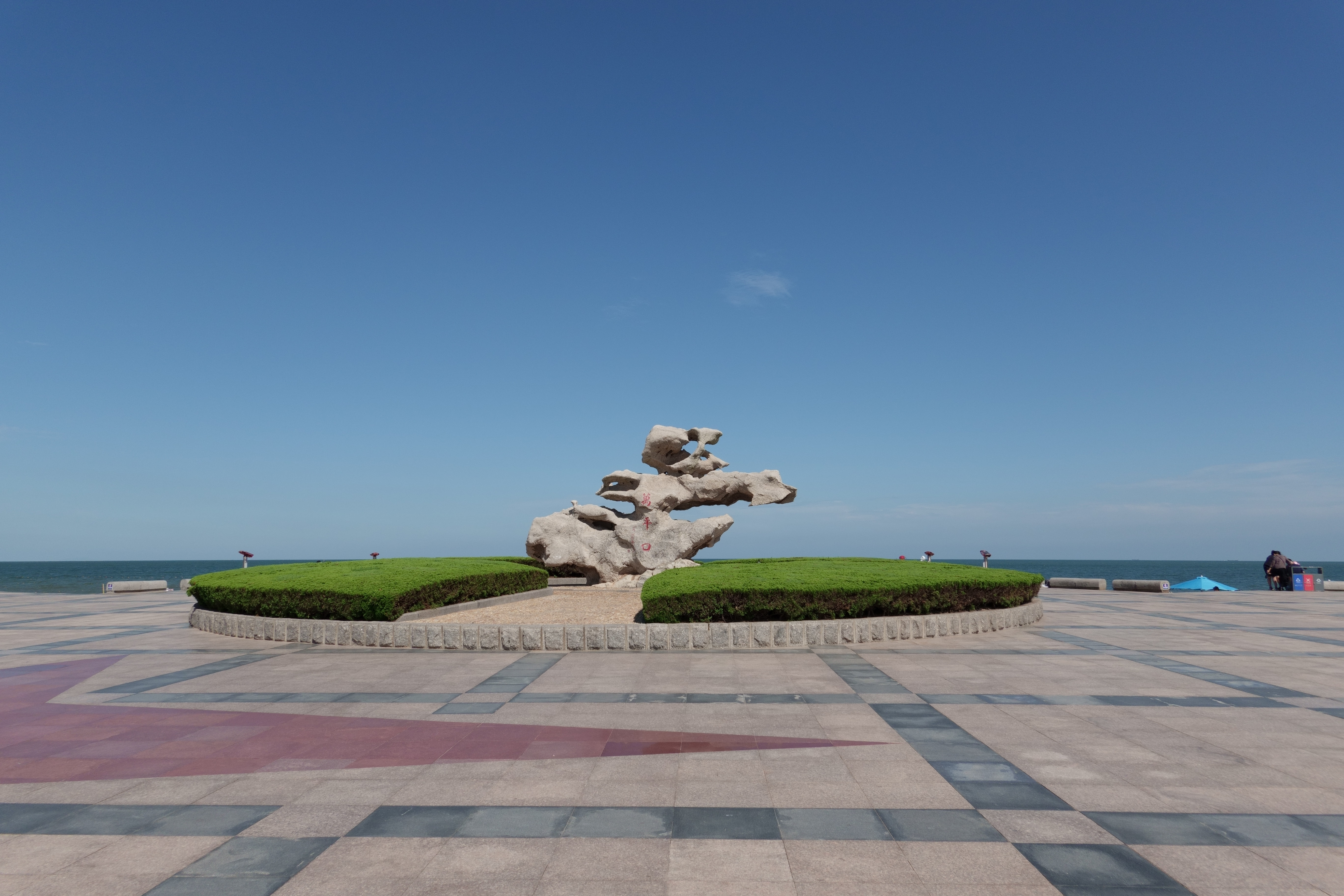
万平口

萬平口又稱日照市万平口海滨风景区、万平口海滨旅游景区、万平口海滨风景区、萬平口風景區，萬平口景區，是位於中國山東省日照市東港區黃海沿岸的海灘，海岸線長5000米。2009年2月被評為国家4A级旅游景区。

## 歷史
元朝时，就有商船停泊在万平口。由於海潮經常襲擊萬平口，1959年10月，有人在萬平口修建拦潮大壩和堤以及可控制海水进出的闸门。
1992年，万平口改建成第二海水浴场。1999年，萬平口改建成海濱遊樂場。2002年，万平口生态广场建成。
2016年，萬平口景區改建，改建後的萬平口包括一个主广场、三个副广场、五个特色组团、五个主题区段。一个主广场即万平口生態广场，三个副广场即太公岛广场、扬帆广场、彩虹广场，五个特色组团即逐浪桥、婚庆公园、欢乐海岸、房车营地、松林绿洲，五个主题区段即欢乐海滩、艺术休闲海滩、露营拓展海滩、中心综合海滩、健康休闲海滩。同時萬平口收費，由於遊客人數銳減，商家打算撤離，2020年萬平口又取消收費。